# Bleach – The Movie: Memories of Nobody
Bleach – The Movie: Memories of Nobody (jap. 劇場版BLEACH [ブリーチ] MEMORIES OF NOBODY Gekijōban Bleach: Memories of Nobody) ist der erste Film zur Manga- und Animeserie Bleach aus dem Jahr 2006. Der Film erschien in Deutschland im Herbst des Jahres 2010 auf DVD. Die deutsche Erstausstrahlung fand am 9. März 2018 auf ProSieben Maxx statt.

## Handlung
Ichigo Kurosaki und Rukia Kuchiki sind Shinigami, Krieger mit der Macht, die Seelen der Verstorbenen zu läutern und in die Geisterwelt – der Soul Society – zu befördern und gegen Hollows – verlorene Seelen, die sowohl Geister als auch Menschen attackieren – zu kämpfen. Nachdem Kurosaki und Kuchiki einen Hollow in einer lokalen Parkanlage besiegen, erscheinen unidentifizierte, geistähnliche Seelen, die von der mysteriösen Shinigami Senna besiegt werden. Ichigo und Rukia konfrontieren die mysteriöse Shinigami, allerdings verweigert diese die Beantwortung ihrer Fragen und verlässt den Schauplatz des Kampfes gegen die unbekannten Wesen. Während Rukia zur Soul Society zurückkehrt um Nachforschungen anzustellen, verbleibt Ichigo in der Welt der Menschen und verfolgt Senna. Er findet heraus, dass Senna im Gegensatz zu den anderen Shinigami, Erinnerungen an ihr früheres Leben habe, was von Kisuke als untypisch bezeichnet wird.
Während Ichigo Senna verfolgt trifft er auf Abgesandte der Soul Society, die in die Menschenwelt gekommen sind um mysteriöse Reflexionen der Erde, die in der Soul Society zu sehen sind, zu untersuchen. Sie finden heraus, dass es sich bei den geistähnlichen Wesen um sogenannte Blanks handelt, Seelen die im Raum zwischen der Welt der Lebenden und der Soul Society verloren gegangen sind und deren gesammelte Erinnerungen ein Wesen, eine Shinenju hervorgebracht haben. In der Zwischenwelt formen die Blanks ein sogenanntes Tal der Schreie, was als ein natürliches Phänomen bezeichnet wird, da es normalerweise nach einer kurzen Zeit von selbst wieder zerfällt. Dieses gebildete Tal der Schreie droht allerdings mit der Welt der Lebenden und der Soul Society zu kollidieren. Die Shinigami in der Soul Society folgern, dass irgendjemand damit zusammenhängt um die Shinenju an sich zu reißen und sie beschließen getrennt nach dem Shinenju zu suchen.
In der Welt der Lebenden wird Senna auf dem Friedhof von einer unbekannten Gruppe angegriffen, die allerdings von Ichigo in die Flucht geschlagen wird. Senna suchte dort nach dem Grab ihrer Familie. Als Senna und Ichigo am Folgetag zwei verlorene Seelen zusammenbringen, erscheinen die Admirale der Soul Society und erklären, dass Senna die Shinenju ist und fordern Ichigo auf, Senna an sie zu übergeben. Ichigo verweigert die Übergabe, der er in sie eine lebende Person sieht. In diesem Moment erscheint die unbekannte Gruppe vom Vorabend, die sich als Dark One zu erkennen gibt und nehmen Senna gefangen. Ihr Ziel ist es Rache an der Soul Society zu nehmen, da sie vor hundert Jahren von der Soul Society ins Tal der Schreie verbannt wurden. Die Dark Ones bringen Senna ins Tal der Schreie und benutzen sie als Lockmittel um mithilfe der Blanks das Tal kollabieren zu lassen. Dies würde zu einer Kollision zwischen der Welt der Lebenden und der Soul Society und somit deren Zerstörung führen.
Rukia kehrt in die Soul Society zurück um Hilfe zu erbitten, allerdings verweigert der Oberadmiral – der das Tal der Schreie vorab zerstören will – die Einleitung einer Rettungsmission, da nur eine Stunde verbleibt, bis das zwischendimensionale Tal kollabiert. Ichigo, der sich indes auf dem Weg in das Tal der Schreie gemacht hat um Senna zu befreien, scheitern mit seinem Versuch gegen die große Ansammlung Blanks und den anwesenden Dark Ones, wird allerdings durch die eintreffenden Shinigami gerettet. In der Zwischenzeit befiehlt der Oberadmiral der Soul Society die Aufladung der Kidō-Kanone, um den Zerfall des Tals der Schreie zu verzögern und den im Kampf befindlichen Shinigami Zeit zu verschaffen. Diese schaffen es, die Dark Ones schnell zu besiegen, während Ichigo ihren Anführer Ganryū besiegt. Gemeinsam mit der befreiten Senna gelingt den Shinigami die Flucht aus der Zwischendimension. Dennoch schreitet der Kollaps der Zwischenwelt voran, sodass Senna beschließt sich zu opfern und beide Welten wieder in ihre angestammten Positionen zu befördern. Senna, geschwächt von ihren Mühen den Kollaps des Tals der Schreie aufzuhalten, bittet Ichigo sie zu ihrem Familiengrab zu bringen, sodass sie ihren Grabstein – eine Erinnerung eines früheren Lebens eines Blank – sehen kann. Ichigo erzählt ihr eine Lüge, dass ihr Name auf dem Grab steht. Ihm glaubend, zeigt sie Zufriedenheit, dass sie früheres Leben hatte, bevor sie verblasst. Rukia erklärt Ichigo, dass sich niemand mehr an Senna erinnern werde, sobald die Kraft der Blanks gänzlich verschwunden ist.
Nach dem Abspann sieht man Ichigo auf einer Brücke entlang gehen, als ein rotes Haarband, das er Senna geschenkt, ihm entgegen fliegt. Im selben Moment läuft ein Mädchen, das Ähnlichkeiten mit Senna hat, an ihm vorbei. Glücklich hält er die Erinnerungen an sie aufrecht.

## Produktion
Der Film entstand unter der Regie von Noriyuki Abe bei Studio Pierrot. Drehbuchautor war Masashi Sogo. Das Charakterdesign stammt von Masashi Kudo und die künstlerische Leitung lag bei Sawako Takagi. Die Filmmusik wurde von Shiro Sagisu komponiert. Das Lied im Abspann ist Sen no Yoru o Koete (jap. 千の夜をこえて) der japanischen J-Rock-/Alternative-Rock-Band Aqua Timez. Die verantwortlichen Produzenten waren Ken Hagino und Mikihiko Fukazawa.

## Synchronisation
| Figur                | Japanischer Sprecher (Seiyū) | Deutscher Sprecher |
| -------------------- | ---------------------------- | ------------------ |
| Ichigo Kurosaki      | Masakazu Morita              | Konrad Bösherz     |
| Jinta Hanakari       | Takako Honda                 | Patrick Mölleken   |
| Rukia Kuchiki        | Fumiko Orikasa               | Antje von der Ahe  |
| Senna                | Chiwa Saitō                  | Corinna Dorenkamp  |
| Ganryū               | Masashi Ebara                | Jochen Langner     |
| Renji Abarai         | Kentarō Itō                  | David Nathan       |
| Toshiro Hitsugaya    | Romi Park                    | Dennis Saemann     |
| Byakuya Kuchiki      | Ryōtarō Okiayu               | Lars Schmidtke     |
| Soifon               | Tomoko Kawakami              | Gabriele Wienand   |
| Kenpachi Zaraki      | Fumihiko Tachiki             | Michael Che-Koch   |
| Kon                  | Mitsuaki Madono              | David Turba        |
| Uryū Ichida          | Noriyaki Sugiyama            | Markus Pfeiffer    |
| Yasutora „Chad“ Sado | Hiroki Yasumoto              | Jochen Langner     |
| Orihime Inoue        | Yuki Matsuoka                | Ilona Brokowski    |
| Kisuke Urahara       | Shin'ichiro Miki             | Kim Hasper         |

## Veröffentlichung
In Japan kam Bleach – The Movie: Memories of Nobody am 16. Dezember 2006 in die Kinos und spielte knapp 1,23 Millionen Yen ein. In den Vereinigten Staaten lief der Film am 11. und 12. Juni 2008, in Kanada am 20. Oktober gleichen Jahres in den Kinosälen. Eine Veröffentlichung auf DVD erschien in Nordamerika am 14. Oktober 2008.
Am 5. September 2009 folgte die erste Fernsehausstrahlung des Films in Nordamerika über Adult Swim. Am 2. Mai 2011 wurde der Kinofilm über Animax Asia in weiteren asiatischen Staaten gezeigt. Eine Veröffentlichung auf Blu-ray erfolgte am 7. Mai 2012 im Vereinigten Königreich. Eine DVD-Veröffentlichung von Bleach – The Movie: Memories of Nobody in Deutschland erfolgte bereits im Herbst des Jahres 2010 über Kazé. Es folgte 2011 eine Veröffentlichung auf Blu-ray, diese jedoch ohne das Booklet der DVD-Veröffentlichung. Die Erstausstrahlung folgte am 9. März 2018 unter dem Titel Bleach Movie 1: Memories of Nobody auf ProSieben Maxx.

## Rezeption
Bradley Meek vom T.H.E.M. Anime Reviews hatte zunächst damit gerechnet, den Film nicht zu mögen, allerdings zeigte er sich im Nachhinein von Bleach: Memories of Nobody durchaus angetan. Er kritisierte zwar einige Szenen am Anfang des Films als verwirrend und zusammenhanglos, beschrieb aber die Figur Senna als einen süßen Charakter. Er schrieb, dass der Film gänzlich gemacht wurde, um den Fans der Manga- und Animeserie zu gefallen, was dieser auch erreichen dürfte. Carl Kimlinger vom Anime News Network pflichtete Meek bei und schrieb, dass der Film für Fans der Serie gemacht wurde und Neuankömmlinge verwirren werde. Er schrieb in seiner Rezension, dass der Film nach der Basisformel von theatralischen Adaptionen für langwierige Shōnen-Serien funktioniere und versuche zu viel Handlung in so kurzer Zeit zu stopfen. Dennoch habe ihm der Film gefallen. Carlo Santos, ebenfalls Kritiker bei Anime News Network indes beschrieb Bleach: Memories of Nobody als eine verlängerte Füller-Episode, in der neue und austauschbare Charaktere hinzugefügt wurden. Allerdings sei der Film auch eine Zusammenstellung aller shikai, bankai und anderer Kampftechniken, die die Animeserie so dynamisch gemacht haben. Beth Accomando von KPBS lobte den Kunstgehalt des Films und die komplexe Mischung der Thematiken und der Idealismen, die in der Handlung präsentiert wird. Das Konzept der Blanks, so Accomando, vermittle eine tiefe spirituelle Traurigkeit, die dem als übernatürlichen Actionthriller bezeichneten Film, eine ungeahnte Tiefe verleihe. Chris Beveridge von Mania.com schrieb, dass der Kinofilm seinen Erwartungen, durch die hohen Produktionskosten, einem soliden Skript und netten Charakteren, entsprochen habe. Allerdings bezeichnete er die mangelnde Relevanz des Films zur Hauptserie und das fehlende Charakterwachstum als Schwäche des Films. Die deutsche Zeitschrift Animania nennt den Film nicht nur ein „absolutes Muss“ für Bleach-Fans, sondern auch geeignet für Neueinsteiger, da eine vom Seriengeschehen unabhängige Geschichte erzählt wird. Für den Einsteiger nötiges Vorwissen biete das der DVD beigelegte Booklet. Gelobt wird die deutsche Synchronfassung mit den bewährten Stimmen aus der Fernsehserie.
In der Internet Movie Database erhielt Bleach: Memories of Nobody eine Wertung von 7,3 von zehn möglichen Punkten basierend auf knapp mehr als 3.000 Bewertungen.

## Trivia
Senna ist ein spielbarer Charakter in den Spielen Bleach: Heat the Soul 5, 6 und 7.